# 直収電話
直収電話（ちょくしゅうでんわ）とは日本ではNTT東日本・NTT西日本以外の電話会社が提供する0AB〜J電話番号の固定電話サービスである。直加入電話、地域系電話事業者とも称する。
総務省の統計では、回線交換のCATV電話・IP電話に分類されないものを指す。回線交換のCATVを利用したものはCATV電話と分類されている。
この項目では、ブロードバンドインターネット接続とのセット販売が前提でない、電話のみの加入ができるサービスについて記載する。

## 概要

### 現状
2019年3月末現在の加入契約数は直収電話162万、通常の市外局番（0AB〜J）のIP電話の電話番号利用数は3441万となっている。
ダークファイバーを含む光ファイバーを利用したISDNの1次群速度インターフェースで大企業に、ドライカッパを利用したISDN基本速度インターフェース・アナログ回線インターフェースで中小企業・個人向けに提供される。
広義では、IP電話のうち電話のみの加入ができるケーブルプラス電話、足回り回線に他社のデジタル専用線サービスを使用するひかりラインも含まれる。
2001年3月から、従来のNTTの固定電話の電話番号をそのまま他社へ移行する片方向番号ポータビリティが可能であるが、一部移行できない番号も存在する。
各社は、他の電気通信サービスと組み合わせて料金表に記載しない、相対取引による法人向けの拡販を行っている。工事料・基本料金・通話料・割引の適応条件などの算出方法は、各事業者が同一条件ではなく、価格の比較が判別しにくい。単位料金区域を参照。

### 類似サービスとの比較
2017年現在、FTTHのIP加入者線を利用したブロードバンドインターネット接続と通常の市外局番（0AB〜J）を使用するIP電話（NTT東日本・NTT西日本の「ひかり電話」など）組み合わせが、一般企業・個人向けの電気通信サービスの中心となっている。直収電話は、停電時も通話疎通が必要な企業向けとなっている。
マイラインはNTT東・西の固定電話回線からの発信時の中継電話会社優先選択サービスであり、直収電話を契約した場合はマイラインは無効である。元の固定電話のマイライン・マイラインプラス契約を条件に無料となる付加サービス・割引サービスが直収電話に変更後に有料となる。国際電話を多用している場合、直収電話を契約すると00XY番号への接続ができず、直収電話の通信キャリアが提供する国際サービス以外に利用できない。

## 提供電気通信事業者
いずれも主要事業者のみ。（2021年12月時点）

### 新規加入可能なサービス
- KDDI - ケーブルプラス電話（ケーブルテレビ回線利用のIP電話）、KDDI光ダイレクト（光ファイバー回線利用のIP電話）
- J:COM - J:COM PHONEプラス ※J:COM CATVのサービス地域でIP電話のみ新規加入可能[2]
- ソフトバンク - おとくライン

### 過去に営業していた主なサービス
- NTTコミュニケーションズ - ひかりライン ※ISDNの1次群速度インターフェースでの接続。2018年3月末に新規契約受付を終了、2020年3月末にサービスを終了[3][4]。
- KDDI - メタルプラス電話（アナログ、BRIのみ） ※2013年6月17日に受け付けを終了、2016年6月30日にサービスを終了[5]。
- 平成電電 - CHOKKA（チョッカ）
  - 2006年6月破産の為、新規募集中止。事業は日本テレコムに譲渡。2006年10月31日にサービスを終了し「おとくライン」に統合。

本記事においてはこれより下も便宜上、平成電電の名義として記述する。
- パワードコム - 東京電話ビジネスダイレクト
  - 2004年にフュージョンコミュニケーションズへ移管されたが、2006年にKDDIのダイレクトラインに統合された。

## 切り替えた場合の利点と不利益
おとくラインと、ケーブルプラス電話について記載する。過去に提供されたサービスについて一部記載する。
詳細仕様で相違する場合がある。ユーザ自身の状況や判断で左右される場合がある。料金などの算出方法は各事業者が同一条件ではなく、広告の内容と異なる場合がある。

### 利点
- NTT東・西の固定電話回線よりも、基本料金の月額料金が安価である。
- NTT東・西の固定電話回線よりも、NTT東・西と同種付加サービスの月額料金が安価である。
- 新規回線に加入する場合は、施設設置負担金が不要である。
- NTT東・西や中継電話（マイライン）よりも通話料が低下する場合が多い。
  - KDDIとソフトバンクは、電話やプロバイダ関係のサービスを同一グループ事業者で統一し、携帯電話にau/SoftBank、プロバイダにau one net/Yahoo!BB、を利用すると、囲い込みにより割引が拡大される。
- 通話料が定額となる音声通話定額制をオプションで提供する。
  - ソフトバンク「おとくライン」（事務所用）
    - ボイスネットライト

  - KDDI「メタルプラス」（現在はサービス終了）（事業所用）
    - 事業所間定額かけ放題

  - 平成電電「CHOKKA」（現在はサービス終了）
    - かけ放題

### 不利益
初期費用やランニング費用の安さと引き換えに、NTT回線では利用できるサービスが、直収電話に切り替えることによって利用できなくなる、などの不都合が生じる場合がある。電話事業者によって受けられないサービスは異なる。もっとも、将来的にはNTT回線自体がPSTNマイグレーションによりこれらの特殊サービスを改廃する方針であるため、これらの特殊分野の差異も縮小する見込み。
- サービス提供地域が主要都市部に限定される場合が多い。サービス提供区域内でも交換所との間の回線が光収容の場合は利用できないことがある。
- 家庭用・事業所用の判定区分が少々厳しい、家庭用を利用するために設置場所が住宅であるほかに個人が料金の支払いを行うことが必要である。個人契約であっても会社や私書箱など自宅以外に請求を出す場合は事業所用と判断する。
- 特殊な電話番号にかけられない。下記番号ごとの接続可否一覧を参照。
  - 事業者識別番号（00xx）をダイヤルする特殊なサービス（例：KDDIのDODサービス）。
  - インターネットサービスプロバイダの0570番号のアクセスポイントへのダイヤルアップ接続。アクセスポイントの電話番号が通常の市内・市外局番である場合は可能。
  - スカイパーフェクTV!などのペイ・パー・ビューサービスなど。
- 権利が無く相続・遺贈・譲渡ができない。同一番号で再契約する制度を設けている事業者も散見される。
- 付加機能で、使用不能や仕様が異なるものがある。付加（オプション）サービス一覧を下記する。
- 直収電話を提供している事業者以外のサービスが利用できない。
  - マイラインや中継電話のサービス。
  - NTTからの屋内配線や電話機のレンタル。
  - 特殊なFAX・モデムのサービス：Lモード・DDX-TP・Fネット・信号監視通信など。
  - ノーリンギング：電気・都市ガスの自動検針システム・家庭用警備システム
  - オフトーク通信
  - 着信側として設定できるフリーダイヤル類のサービスは、直収電話事業者またはその系列事業者のものに限定される事が多い。0570（統一番号）サービスも設定できない場合がある。
  - 他の系列事業者の国際電話サービスを利用できないか、一部の国際電話会社を利用できない場合がある。国際通話不取扱いは再登録が必要になるか使えない場合がある。
  - 直収電話回線で利用できるADSL回線サービスは、直収電話事業者またはその系列事業者のものに限定される。ホールセール型ADSLサービス（イー・アクセス、アッカ・ネットワークスなど）や、フレッツISDNは利用できない。
- NTTのサービス仕様に合わせた電話機の機能が正しく使用できない事がある（スティミュラスプロトコルなど）。
- PHSからの発呼にかかるアクセスチャージが加算される事業者がある。対象事業者はウィルコムとドコモPHSで多少異なるが、電力系通信事業者[6]とベライゾンジャパンはいずれのPHS事業者も追加徴収する。CATV回線とKDDIは除外する。
- メンテナンスのため電話サービスを停止する事がある[7]。
- 回線故障時の対応について、NTT東日本・NTT西日本と同程度のサービスを受けられない可能性がある。回線構成が異なるため、災害時などの稼働率もNTTグループのそれとは異なる。
  - ドライカッパはNTT東日本・NTT西日本とリース契約で提供されており、メタル線の保守はNTT東日本・NTT西日本が責任を有すが[8]、電話交換機や幹線電話網は独自のものを使うため直収電話事業者に保守責任が生じる。
- 電話帳の配付は、無料のまま・有料になる・未対応の各種がある。1回線番号は無料で掲載されることが多いが、発行都度の申し込みを要する場合もみられる。

### 番号ごとの接続可否一覧
- ○ - 接続可能
- ▲ - 一部制限付きで接続可能
- × - 接続不能
- 空欄 - 未判明

| 番号                                                       | 用途                                                               | サービス終了 | サービス終了 | 提供中       | 提供中                                | 備考 |
| 番号                                                       | 用途                                                               | CHOKKA       | メタルプラス | おとくライン | J:COM PHONE プラス ケーブルプラス電話 | 備考 |
| ---------------------------------------------------------- | ------------------------------------------------------------------ | ------------ | ------------ | ------------ | ------------------------------------- | --- |
| 110                                                        | 警察                                                               | ○            | ○            | ○            | ○                                     | |
| 118                                                        | 海上保安庁                                                         | ○            | ○            | ○            | ○                                     | |
| 119                                                        | 消防・救急                                                         | ▲（*）       | ○            | ○            | ○                                     | （*）一部接続不能な地区あり |
| 100                                                        | 100番通話                                                          | ×            | ×            | ×            | ×                                     | |
| 104                                                        | 電話番号案内                                                       | ○            | ○            | ○            | ○                                     | 各社指定の番号案内会社へ接続される |
| 106                                                        | オペレータ扱いのコレクトコール                                     | ×            | ×            | ×            | ×                                     | |
| 108                                                        | 自動コレクトコール                                                 | ×            | ×            | ×            | ×                                     | |
| 113                                                        | 故障受け付け窓口                                                   | ×            | ×            | ▲            | ×                                     | 各社の故障窓口 |
| 114                                                        | お話し中調べ                                                       | ×            | ×            | ×            | ×                                     | |
| 115                                                        | 電報                                                               | ○            | ○            | ○            | ○                                     | 各社指定の会社へ接続 |
| 116                                                        | NTT電話局窓口                                                      | ×            | ×            | ▲            | ×                                     | 各社の営業窓口 |
| 117                                                        | 時報                                                               | ○            | ○            | ○            | ○                                     | |
| 121                                                        | クレジット通話サービス                                             | ×            | ×            | ×            | ×                                     | |
| 136                                                        | ナンバーアナウンス（月額料金制）                                   | ○            | ×            | ×            | ×                                     | （*）着信番号案内サービス |
| 136                                                        | ナンバーお知らせ136（使用都度課金）                                | ×            | ×            | ○（*）       | ×                                     | （*）着信番号案内サービス |
| 141                                                        | でんわばん、二重番号サービス                                       | ×            | ×            | ○（*）       | ×                                     | （*）ダブル番号サービス |
| 142                                                        | ボイスワープ 転送電話 サービスの設定、解除                         | ▲（*）       | （**）       | ○            | ○                                     | （*）開始、停止、拒否のみ （**）番号143で開始、停止、拒否のみ                                                                                |
| 144                                                        | 迷惑電話おことわりサービス                                         | ○（*）       | ○            | ▲（*）       | ○（*）                                | （*）登録と一括削除のみ |
| 145                                                        | キャッチホン2 サービスの設定（開始/停止）                          | ▲（*）       | ×            | ×            | ×                                     | （*）発信前または通話中に1450をダイヤルすることで、その通話中のみ話中着信機能を停止可能                                                      |
| 146                                                        | キャッチホン2・話中電話応答サービス                                | ×            | ×            | ×            | ×                                     | |
| 147                                                        | ボイスワープセレクト、なりわけサービス サービスの設定（開始/停止） | ×            | ×            | ×            | ×                                     | |
| 148                                                        | ナンバーリクエスト（番号通知お願い機能）                           | ○            | ○            | ○            | ○                                     | |
| 159                                                        | 空いたらお知らせ159                                                | ×            | ×            | ×            | ×                                     | |
| 171                                                        | 災害用伝言ダイヤル                                                 | ○            | ○            | ○            | ○                                     | |
| 177                                                        | 天気予報                                                           | ○            | ○            | ○            | ○                                     | |
| 184                                                        | 発信者番号非通知                                                   | ○            | ○            | ○            | ○                                     | |
| 186                                                        | 発信者番号通知                                                     | ○            | ○            | ○            | ○                                     | |
| 0204                                                       | 発信者付加課金 東京テレメッセージのD-FAX                           | ×            | ×            | ○            | ○                                     | |
| 050                                                        | IP電話（*）                                                        | ▲            | ▲            | ○            | ○                                     | （*）一部接続不能な社あり |
| 0120 0800                                                  | 着信課金                                                           | ○            | ○            | ○            | ○                                     | |
| 0120/0800以外の着信課金                                    | 0120/0800以外の着信課金                                            | ▲（*）       | ▲（**）      | ▲（***）     | ×                                     | （*）0037・0070・0077・0088へ接続可 （**）自社および0044・0066・0088へ接続可 （***）自社および0037・0053（0053-1を除く）・0070・0077へ接続可 |
| 0170                                                       | 伝言ダイヤル                                                       | ×            | ×            | ×            | ×                                     | |
| 0180                                                       | テレドーム                                                         | ×            | ○            | ○            | ○                                     | |
| 0180                                                       | テレゴング                                                         | ×            | ×            | ×            | ×                                     | |
| 0570                                                       | ナビダイヤル（*）                                                  | ×            | ○            | ○            | ○（**）                               | （*）NTT東西のナビアクセスはすべて不可 （**）一部接続不能な番号あり                                                                          |
| 0990                                                       | ダイヤルQ2                                                         | ×            | ×            | ×            | ×                                     | |
| #（シャープ）ダイヤル 例：#9110=警察への問い合わせ窓口、他 | #（シャープ）ダイヤル 例：#9110=警察への問い合わせ窓口、他         | -            | -            | ×            | ▲                                     | |
| 他社直収電話                                               | 他社直収電話                                                       | ▲（*）       | ▲（*）       | ○            | ○                                     | （*）CHOKKA→メタルプラスは不可、他の組み合わせは未確認                                                                                       |

- 無線呼び出しの、YOZAN「ゼロプラン」は2006年11月30日新規受付停止。NTTドコモの「02DO」は2007年3月31日、沖縄テレメッセージは2017年3月サービス停止。

### 付加（オプション）サービス一覧
- サービス名 - あり 「（）」は制限事項
- × - なし
- - - ISDNサービス未提供
- ? - 未判明

| NTTの固定電話                | CHOKKA               | メタルプラス        | おとくライン                 | J:COM PHONE+ ケーブルプラス電話 |
| ---------------------------- | -------------------- | ------------------- | ---------------------------- | ------------------------------- |
| フレッツADSL                 | でんわ石火           | ADSL one            | Yahoo! BB おとくラインタイプ | ×                               |
| INSネット                    | BRIサービス          | メタルプラスBRI     | ISDNサービス                 | -                               |
| フレッツISDN                 | ×                    | ×                   | ×                            | -                               |
| iナンバー                    | aナンバー            | BRI追加番号サービス | ISDN番号追加サービス         | -                               |
| テレホーダイ                 | かけ放題             | メタルプラスネット  | ×                            | ×                               |
| キャッチホン                 | 話中着信             | 割込通話            | キャッチ電話サービス         | キャッチコール                  |
| キャッチホンディスプレイ     | ×                    | 割込番号表示        | ×                            | キャッチコールディスプレイ      |
| トリオホン                   | 三者通話             | ×                   | 三者通話サービス             | トリオコール                    |
| ナンバーディスプレイ         | ナンバーディスプレー | 発信番号表示        | 番号表示サービス             | 番号ディスプレイ                |
| ナンバーお知らせ136          | バンゴーアナウンス   | ×                   | 着信番号案内サービス         | 番号ゲットミー                  |
| ナンバーリクエスト           | バンゴーリクエスト   | 番号通知リクエスト  | 番号通知リクエストサービス   | 番号お知らせリクエスト          |
| 迷惑電話おことわりサービス   | めいわく電話拒否     | 迷惑電話撃退        | 着信お断りサービス           | 迷惑番号ブロック                |
| ボイスワープ                 | 自動着信転送         | 着信転送            | 多機能転送サービス           | リレーフォン                    |
| 二重番号サービス             | ×                    | ×                   | ダブル番号サービス           | ツーナンバーライン              |
| ダイヤルイン                 | バンゴープラス       | ダイヤルイン        | ダイヤルインサービス         | ×                               |
| ダイヤルイン任意番号通知機能 | ×                    | ×                   | ダイヤルイン番号通知サービス | ×                               |
| 代表取扱サービス             | 代表機能             | 代表                | 代表取扱サービス             | ×                               |
| 代表番号通知機能             | 代表親番号通知機能   | 基本番号通知        | 代表番号通知サービス         | ×                               |

## 仕組み
加入者通信線路については、NTT東日本・西のドライカッパ・ダークファイバを使用する場合は電話交換機などの収容場所としてNTT東・西の電話局を使用する。ほかの光ファイバや同軸ケーブルを使用する場合は、NTT局舎ではなく自社の局舎に直接収容することがほとんどである。
交換・局間網はそれぞれ自前の設備を用い、各レベルでNTT東・西とは異なる独自技術や仕様の設備を用いている場合が多い（CATV回線、VoIP交換機、RTなど）。各事業者毎の一般的な回線構成は以下の通りである。代表例として主にドライカッパ使用時のものを記す。
平成電電「CHOKKA」、ソフトバンク「おとくライン」
光RTを用いる。
一般電話機--一般加入者線（ドライカッパ）--RT（収容局に設置）--光幹線網--中央電話交換機--公衆網
KDDI「メタルプラス」
IP電話交換機を用いる。
一般電話機--一般加入者線（ドライカッパ）--VoIP交換機（収容局に設置）--VoIP幹線網--ゲートウェイ交換機--公衆網
J:COM「J:COM PHONE」
双方向ケーブルテレビにおいてサービスされるCATV電話。
一般電話機--加入者変換器--同軸ケーブル・光幹線網--CATV局（ヘッドエンド）--CATV局交換機--公衆網
J:COM PHONE プラス ケーブルプラス電話
IP電話も、2005年4月20日にJ:COM札幌でサービス開始。ケーブルモデムに電源が必要。
一般電話機--電話機能付きケーブルモデム-同軸ケーブル・光幹線網--CATV局（ヘッドエンド）--ルーター--VoIPゲートウェイ--公衆網

## 歴史
かつての国鉄が自社および関連会社との間の電話網として整備していた「鉄道電話」や東京電力などの電力会社が給電指令所と発電所・変電所などの間の連絡に使用していた電力保安通信線などの指令電話を前身とする。
当時はあくまで独自インフラによる大規模な内線電話網に過ぎなかったが、1985年の電電公社民営化や通信自由化によりNTTグループ以外の事業者が一般向けの電話サービスへ参入が可能となる。鉄道電話の運営を引き継いだ日本テレコムや電力電話のインフラを共有する東京通信ネットワークなどが、1987年頃より「0AB〜J番号」の割り当てを受けて直収電話サービスの提供を開始するが、NTTの交換機が「NTT以外の事業者が提供する0AB〜J番号の電話への着信」に対応しておらず「NTT網への発信はできるが、NTT網からの着信は受けられない」制限があり、鉄道や電力会社の内線電話網として利用が続く。
1997年にNTTの交換機が「NTT以外の事業者が提供する0AB〜J番号の電話への着信」に対応し、「中継電話よりもさらに割安な電話サービス」として民間の企業体へ本格化に販売を開始する。CATV業界も同年にジュピターテレコムやタイタス・コミュニケーションズなどが相次いで電話サービスを開始するなど家庭向けのサービスもスタートした。
1999年のドライカッパ・ダークファイバの開放、2001年3月のNTT東日本・西の固定電話からの片方向の番号ポータビリティ制度の開始、固定電話の通話の減少による2003年からの接続料金の値上げ、などの時流から各社が中継電話の代替として中小企業や一般家庭向け固定電話市場へ本格的に参入した。2003年に平成電電が「CHOKKA」、2004〜2005年に掛けて日本テレコムが「おとくライン」、次いでKDDIが「メタルプラス」の商標でサービス開始した。
NTT東・西は基本料金や通話料などを値下げ、施設設置負担金を引き下げて段階的廃止、などを実施して競争が激化する。
2004年11月29日、平成電電が日本テレコムと日本テレコムの親会社であるソフトバンクに対し自社の買収を提案するが実現せず、この際に機密保持契約の元で提供された「CHOKKA」の技術情報を不正に使用した不正競争防止法違反で「おとくライン」のサービス差し止めを求めて提訴するが、2006年3月に平成電電が敗訴する。ソフトバンクと日本テレコムは「おとくライン」は独自に開発した技術であるとしている。
2005年5月18日から5月31日の間、「メタルプラス」は静岡県浜松市の818回線で119番が通報できない状態になり総務省から行政指導を受けた。
2005年10月3日に、平成電電が東京地裁に民事再生法の適用を申請する。2006年6月7日に平成電電の破産手続きが開始され、既存サービスは日本テレコムに譲渡され、8月9日にCHOKKAサービスを将来的に廃止する方針を発表し、10月31日にCHOKKAサービスを終了している。CHOKKA契約者は「おとくライン」へ移行したが、音声通話定額制サービスである「かけ放題」オプションは廃止された。
メタルプラスは、2013年6月17日に受け付けを終了、2016年6月30日にサービスを終了した。